# Mohamed Er Rafai
Mohamed Amine Er Rafai (8 de febrer de 1989) és un ciclista marroquí. Del seu palmarès destaca el Tour del Camerun de 2016.

## Palmarès
- 2015
  - Vencedor d'una etapa al Tour de Faso
- 2016
  - 1r al Tour del Camerun i vencedor d'una etapa